# Mount McAllister
Mount McAllister ist 1975 m hoher Berg im Grahamland auf der Antarktischen Halbinsel. Er ragt 6 km nordwestlich des Mount Blunt an der Westflanke des Weyerhaeuser-Gletschers auf.
Erste Luftaufnahmen entstanden 1940 bei der United States Antarctic Service Expedition (1939–1941), 1947 bei der US-amerikanischen Ronne Antarctic Research Expedition (1947–1948) und 1966 durch die United States Navy. Der Falkland Islands Dependencies Survey nah zwischen 1958 und 1961 Vermessungen vor. Das Advisory Committee on Antarctic Names benannte den Berg 1977 nach Lieutenant Robert M. McAllister von der United States Coast Guard, Einsatzoffizier an Bord des Eisbrechers USCGC Burton Island bei der Operation Deep Freeze der Jahre 1975 und 1976.